# 1058
Portal Geschichte | Portal Biografien | Aktuelle Ereignisse | Jahreskalender | Tagesartikel

◄ |
10. Jahrhundert |
11. Jahrhundert
| 12. Jahrhundert | ►

◄ |
1020er |
1030er |
1040er |
1050er
| 1060er | 1070er | 1080er | ►

◄◄ |
◄ |
1054 |
1055 |
1056 |
1057 |
1058
| 1059 | 1060 | 1061 | 1062 | ► | ►►
Staatsoberhäupter  · Nekrolog
| Januar | Januar | Januar | Januar | Januar | Januar | Januar | Januar |
| Kw     | Mo     | Di     | Mi     | Do     | Fr     | Sa     | So     |
| ------ | ------ | ------ | ------ | ------ | ------ | ------ | ------ |
| 1      |        |        |        | 1      | 2      | 3      | 4      |
| 2      | 5      | 6      | 7      | 8      | 9      | 10     | 11     |
| 3      | 12     | 13     | 14     | 15     | 16     | 17     | 18     |
| 4      | 19     | 20     | 21     | 22     | 23     | 24     | 25     |
| 5      | 26     | 27     | 28     | 29     | 30     | 31     |        |

| Februar | Februar | Februar | Februar | Februar | Februar | Februar | Februar |
| Kw      | Mo      | Di      | Mi      | Do      | Fr      | Sa      | So      |
| ------- | ------- | ------- | ------- | ------- | ------- | ------- | ------- |
| 5       |         |         |         |         |         |         | 1       |
| 6       | 2       | 3       | 4       | 5       | 6       | 7       | 8       |
| 7       | 9       | 10      | 11      | 12      | 13      | 14      | 15      |
| 8       | 16      | 17      | 18      | 19      | 20      | 21      | 22      |
| 9       | 23      | 24      | 25      | 26      | 27      | 28      |         |

| März | März | März | März | März | März | März | März |
| Kw   | Mo   | Di   | Mi   | Do   | Fr   | Sa   | So   |
| ---- | ---- | ---- | ---- | ---- | ---- | ---- | ---- |
| 9    |      |      |      |      |      |      | 1    |
| 10   | 2    | 3    | 4    | 5    | 6    | 7    | 8    |
| 11   | 9    | 10   | 11   | 12   | 13   | 14   | 15   |
| 12   | 16   | 17   | 18   | 19   | 20   | 21   | 22   |
| 13   | 23   | 24   | 25   | 26   | 27   | 28   | 29   |
| 14   | 30   | 31   |      |      |      |      |      |

| April | April | April | April | April | April | April | April |
| Kw    | Mo    | Di    | Mi    | Do    | Fr    | Sa    | So    |
| ----- | ----- | ----- | ----- | ----- | ----- | ----- | ----- |
| 14    |       |       | 1     | 2     | 3     | 4     | 5     |
| 15    | 6     | 7     | 8     | 9     | 10    | 11    | 12    |
| 16    | 13    | 14    | 15    | 16    | 17    | 18    | 19    |
| 17    | 20    | 21    | 22    | 23    | 24    | 25    | 26    |
| 18    | 27    | 28    | 29    | 30    |       |       |       |

| Mai | Mai | Mai | Mai | Mai | Mai | Mai | Mai |
| Kw  | Mo  | Di  | Mi  | Do  | Fr  | Sa  | So  |
| --- | --- | --- | --- | --- | --- | --- | --- |
| 18  |     |     |     |     | 1   | 2   | 3   |
| 19  | 4   | 5   | 6   | 7   | 8   | 9   | 10  |
| 20  | 11  | 12  | 13  | 14  | 15  | 16  | 17  |
| 21  | 18  | 19  | 20  | 21  | 22  | 23  | 24  |
| 22  | 25  | 26  | 27  | 28  | 29  | 30  | 31  |

| Juni | Juni | Juni | Juni | Juni | Juni | Juni | Juni |
| Kw   | Mo   | Di   | Mi   | Do   | Fr   | Sa   | So   |
| ---- | ---- | ---- | ---- | ---- | ---- | ---- | ---- |
| 23   | 1    | 2    | 3    | 4    | 5    | 6    | 7    |
| 24   | 8    | 9    | 10   | 11   | 12   | 13   | 14   |
| 25   | 15   | 16   | 17   | 18   | 19   | 20   | 21   |
| 26   | 22   | 23   | 24   | 25   | 26   | 27   | 28   |
| 27   | 29   | 30   |      |      |      |      |      |

| Juli | Juli | Juli | Juli | Juli | Juli | Juli | Juli |
| Kw   | Mo   | Di   | Mi   | Do   | Fr   | Sa   | So   |
| ---- | ---- | ---- | ---- | ---- | ---- | ---- | ---- |
| 27   |      |      | 1    | 2    | 3    | 4    | 5    |
| 28   | 6    | 7    | 8    | 9    | 10   | 11   | 12   |
| 29   | 13   | 14   | 15   | 16   | 17   | 18   | 19   |
| 30   | 20   | 21   | 22   | 23   | 24   | 25   | 26   |
| 31   | 27   | 28   | 29   | 30   | 31   |      |      |

| August | August | August | August | August | August | August | August |
| Kw     | Mo     | Di     | Mi     | Do     | Fr     | Sa     | So     |
| ------ | ------ | ------ | ------ | ------ | ------ | ------ | ------ |
| 31     |        |        |        |        |        | 1      | 2      |
| 32     | 3      | 4      | 5      | 6      | 7      | 8      | 9      |
| 33     | 10     | 11     | 12     | 13     | 14     | 15     | 16     |
| 34     | 17     | 18     | 19     | 20     | 21     | 22     | 23     |
| 35     | 24     | 25     | 26     | 27     | 28     | 29     | 30     |
| 36     | 31     |        |        |        |        |        |        |

| September | September | September | September | September | September | September | September |
| Kw        | Mo        | Di        | Mi        | Do        | Fr        | Sa        | So        |
| --------- | --------- | --------- | --------- | --------- | --------- | --------- | --------- |
| 36        |           | 1         | 2         | 3         | 4         | 5         | 6         |
| 37        | 7         | 8         | 9         | 10        | 11        | 12        | 13        |
| 38        | 14        | 15        | 16        | 17        | 18        | 19        | 20        |
| 39        | 21        | 22        | 23        | 24        | 25        | 26        | 27        |
| 40        | 28        | 29        | 30        |           |           |           |           |

| Oktober | Oktober | Oktober | Oktober | Oktober | Oktober | Oktober | Oktober |
| Kw      | Mo      | Di      | Mi      | Do      | Fr      | Sa      | So      |
| ------- | ------- | ------- | ------- | ------- | ------- | ------- | ------- |
| 40      |         |         |         | 1       | 2       | 3       | 4       |
| 41      | 5       | 6       | 7       | 8       | 9       | 10      | 11      |
| 42      | 12      | 13      | 14      | 15      | 16      | 17      | 18      |
| 43      | 19      | 20      | 21      | 22      | 23      | 24      | 25      |
| 44      | 26      | 27      | 28      | 29      | 30      | 31      |         |

| November | November | November | November | November | November | November | November |
| Kw       | Mo       | Di       | Mi       | Do       | Fr       | Sa       | So       |
| -------- | -------- | -------- | -------- | -------- | -------- | -------- | -------- |
| 44       |          |          |          |          |          |          | 1        |
| 45       | 2        | 3        | 4        | 5        | 6        | 7        | 8        |
| 46       | 9        | 10       | 11       | 12       | 13       | 14       | 15       |
| 47       | 16       | 17       | 18       | 19       | 20       | 21       | 22       |
| 48       | 23       | 24       | 25       | 26       | 27       | 28       | 29       |
| 49       | 30       |          |          |          |          |          |          |

| Dezember | Dezember | Dezember | Dezember | Dezember | Dezember | Dezember | Dezember |
| Kw       | Mo       | Di       | Mi       | Do       | Fr       | Sa       | So       |
| -------- | -------- | -------- | -------- | -------- | -------- | -------- | -------- |
| 49       |          | 1        | 2        | 3        | 4        | 5        | 6        |
| 50       | 7        | 8        | 9        | 10       | 11       | 12       | 13       |
| 51       | 14       | 15       | 16       | 17       | 18       | 19       | 20       |
| 52       | 21       | 22       | 23       | 24       | 25       | 26       | 27       |
| 53       | 28       | 29       | 30       | 31       |          |          |          |

| Januar | Januar | Januar | Januar | Januar | Januar | Januar | Januar |
| Kw     | Mo     | Di     | Mi     | Do     | Fr     | Sa     | So     |
| ------ | ------ | ------ | ------ | ------ | ------ | ------ | ------ |
| 1      |        |        |        | 1      | 2      | 3      | 4      |
| 2      | 5      | 6      | 7      | 8      | 9      | 10     | 11     |
| 3      | 12     | 13     | 14     | 15     | 16     | 17     | 18     |
| 4      | 19     | 20     | 21     | 22     | 23     | 24     | 25     |
| 5      | 26     | 27     | 28     | 29     | 30     | 31     |        |

| Februar | Februar | Februar | Februar | Februar | Februar | Februar | Februar |
| Kw      | Mo      | Di      | Mi      | Do      | Fr      | Sa      | So      |
| ------- | ------- | ------- | ------- | ------- | ------- | ------- | ------- |
| 5       |         |         |         |         |         |         | 1       |
| 6       | 2       | 3       | 4       | 5       | 6       | 7       | 8       |
| 7       | 9       | 10      | 11      | 12      | 13      | 14      | 15      |
| 8       | 16      | 17      | 18      | 19      | 20      | 21      | 22      |
| 9       | 23      | 24      | 25      | 26      | 27      | 28      |         |

| März | März | März | März | März | März | März | März |
| Kw   | Mo   | Di   | Mi   | Do   | Fr   | Sa   | So   |
| ---- | ---- | ---- | ---- | ---- | ---- | ---- | ---- |
| 9    |      |      |      |      |      |      | 1    |
| 10   | 2    | 3    | 4    | 5    | 6    | 7    | 8    |
| 11   | 9    | 10   | 11   | 12   | 13   | 14   | 15   |
| 12   | 16   | 17   | 18   | 19   | 20   | 21   | 22   |
| 13   | 23   | 24   | 25   | 26   | 27   | 28   | 29   |
| 14   | 30   | 31   |      |      |      |      |      |

| April | April | April | April | April | April | April | April |
| Kw    | Mo    | Di    | Mi    | Do    | Fr    | Sa    | So    |
| ----- | ----- | ----- | ----- | ----- | ----- | ----- | ----- |
| 14    |       |       | 1     | 2     | 3     | 4     | 5     |
| 15    | 6     | 7     | 8     | 9     | 10    | 11    | 12    |
| 16    | 13    | 14    | 15    | 16    | 17    | 18    | 19    |
| 17    | 20    | 21    | 22    | 23    | 24    | 25    | 26    |
| 18    | 27    | 28    | 29    | 30    |       |       |       |

| Mai | Mai | Mai | Mai | Mai | Mai | Mai | Mai |
| Kw  | Mo  | Di  | Mi  | Do  | Fr  | Sa  | So  |
| --- | --- | --- | --- | --- | --- | --- | --- |
| 18  |     |     |     |     | 1   | 2   | 3   |
| 19  | 4   | 5   | 6   | 7   | 8   | 9   | 10  |
| 20  | 11  | 12  | 13  | 14  | 15  | 16  | 17  |
| 21  | 18  | 19  | 20  | 21  | 22  | 23  | 24  |
| 22  | 25  | 26  | 27  | 28  | 29  | 30  | 31  |

| Juni | Juni | Juni | Juni | Juni | Juni | Juni | Juni |
| Kw   | Mo   | Di   | Mi   | Do   | Fr   | Sa   | So   |
| ---- | ---- | ---- | ---- | ---- | ---- | ---- | ---- |
| 23   | 1    | 2    | 3    | 4    | 5    | 6    | 7    |
| 24   | 8    | 9    | 10   | 11   | 12   | 13   | 14   |
| 25   | 15   | 16   | 17   | 18   | 19   | 20   | 21   |
| 26   | 22   | 23   | 24   | 25   | 26   | 27   | 28   |
| 27   | 29   | 30   |      |      |      |      |      |

| Juli | Juli | Juli | Juli | Juli | Juli | Juli | Juli |
| Kw   | Mo   | Di   | Mi   | Do   | Fr   | Sa   | So   |
| ---- | ---- | ---- | ---- | ---- | ---- | ---- | ---- |
| 27   |      |      | 1    | 2    | 3    | 4    | 5    |
| 28   | 6    | 7    | 8    | 9    | 10   | 11   | 12   |
| 29   | 13   | 14   | 15   | 16   | 17   | 18   | 19   |
| 30   | 20   | 21   | 22   | 23   | 24   | 25   | 26   |
| 31   | 27   | 28   | 29   | 30   | 31   |      |      |

| August | August | August | August | August | August | August | August |
| Kw     | Mo     | Di     | Mi     | Do     | Fr     | Sa     | So     |
| ------ | ------ | ------ | ------ | ------ | ------ | ------ | ------ |
| 31     |        |        |        |        |        | 1      | 2      |
| 32     | 3      | 4      | 5      | 6      | 7      | 8      | 9      |
| 33     | 10     | 11     | 12     | 13     | 14     | 15     | 16     |
| 34     | 17     | 18     | 19     | 20     | 21     | 22     | 23     |
| 35     | 24     | 25     | 26     | 27     | 28     | 29     | 30     |
| 36     | 31     |        |        |        |        |        |        |

| September | September | September | September | September | September | September | September |
| Kw        | Mo        | Di        | Mi        | Do        | Fr        | Sa        | So        |
| --------- | --------- | --------- | --------- | --------- | --------- | --------- | --------- |
| 36        |           | 1         | 2         | 3         | 4         | 5         | 6         |
| 37        | 7         | 8         | 9         | 10        | 11        | 12        | 13        |
| 38        | 14        | 15        | 16        | 17        | 18        | 19        | 20        |
| 39        | 21        | 22        | 23        | 24        | 25        | 26        | 27        |
| 40        | 28        | 29        | 30        |           |           |           |           |

| Oktober | Oktober | Oktober | Oktober | Oktober | Oktober | Oktober | Oktober |
| Kw      | Mo      | Di      | Mi      | Do      | Fr      | Sa      | So      |
| ------- | ------- | ------- | ------- | ------- | ------- | ------- | ------- |
| 40      |         |         |         | 1       | 2       | 3       | 4       |
| 41      | 5       | 6       | 7       | 8       | 9       | 10      | 11      |
| 42      | 12      | 13      | 14      | 15      | 16      | 17      | 18      |
| 43      | 19      | 20      | 21      | 22      | 23      | 24      | 25      |
| 44      | 26      | 27      | 28      | 29      | 30      | 31      |         |

| November | November | November | November | November | November | November | November |
| Kw       | Mo       | Di       | Mi       | Do       | Fr       | Sa       | So       |
| -------- | -------- | -------- | -------- | -------- | -------- | -------- | -------- |
| 44       |          |          |          |          |          |          | 1        |
| 45       | 2        | 3        | 4        | 5        | 6        | 7        | 8        |
| 46       | 9        | 10       | 11       | 12       | 13       | 14       | 15       |
| 47       | 16       | 17       | 18       | 19       | 20       | 21       | 22       |
| 48       | 23       | 24       | 25       | 26       | 27       | 28       | 29       |
| 49       | 30       |          |          |          |          |          |          |

| Dezember | Dezember | Dezember | Dezember | Dezember | Dezember | Dezember | Dezember |
| Kw       | Mo       | Di       | Mi       | Do       | Fr       | Sa       | So       |
| -------- | -------- | -------- | -------- | -------- | -------- | -------- | -------- |
| 49       |          | 1        | 2        | 3        | 4        | 5        | 6        |
| 50       | 7        | 8        | 9        | 10       | 11       | 12       | 13       |
| 51       | 14       | 15       | 16       | 17       | 18       | 19       | 20       |
| 52       | 21       | 22       | 23       | 24       | 25       | 26       | 27       |
| 53       | 28       | 29       | 30       | 31       |          |          |          |

## Ereignisse

### Politik und Weltgeschehen

#### Westeuropa

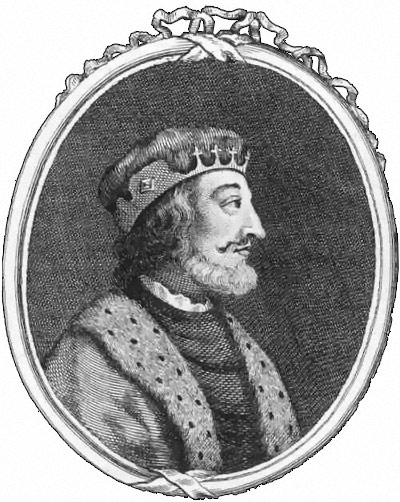
Malcolm III. von Schottland

- 17. März/23. April: Bei Essie in der Nähe von Aberdeen tötet Malcolm III. König Lulach im Kampf und wird vermutlich am 25. April in der Scone Abbey zum König von Schottland gekrönt.
- 25. Juli: Reconquista: Ferdinand I. von León erobert Viseu von christlichen Lehensträgern der Taifa und kontrolliert somit das Tal des Mondego.
- Reconquista: Erstmaliger Angriff von Raimund Berengar I. gegen den muslimischen Herrscher von Saragossa Ahmad I. al-Muqtadir. Dessen Rivale, der Emir von Lleida, hatte den Grafen von Barcelona zu Hilfe gerufen.

#### Mittel- und Osteuropa
- 6. März: Papst Stephan IX. bestätigt Cluny das Münzrecht.
- 20. September: Agnes von Poitou und der ungarische König Andreas I. treffen sich zu Verhandlungsgesprächen über die Grenzzone im heutigen Burgenland.
- 6. November: Der byzantinische Herrscher Isaak I. Komnenos setzt den Patriarchen von Konstantinopel Michael I. Kerularios wegen seiner allzu großen Machtfülle ab.
- 28. November: Bolesław II. wird nach dem Tod seines Vaters Kasimir I. Karl Herzog von Polen.
- Herbst: Wilhelm VIII. wird nach dem Tod von Wilhelm VII. Herzog von Aquitanien, welches sich um die Gascogne erweitert.
- Judith, die vierjährige Tochter Kaiser Heinrichs III., wird dem fünfjährigen ungarischen Prinzen Salomon anvermählt.
- Petar Krešimir IV. wird nach dem Tod seines Vaters Stjepan I. König von Kroatien.

#### Südeuropa
- Juni: Normannische Eroberung Süditaliens: Der Normannenherzog Richard von Capua nimmt Capua ein und wird dessen Fürst.

#### Afrika
- Im Süden Marokkos gewinnen die Almoraviden eine Schlacht gegen die Bargawata, können sie aber nicht vollständig besiegen.

#### Asien
- 24. Januar: Der Kalif der Abbasiden ruft Tughrul Beg zum Sultan und Emir des Ostens und des Westens aus. Dieser muss aber erst die Revolte seines Neffen Ibrahim Inal unterdrücken, welcher sich mit dem im Dienste der Buyiden stehenden türkischen General Al-Basasiri verbündet hat.
- 27. Dezember: Die Fatimiden profitieren vom Krieg unter den Seldschuken und erobern durch ihren General Al-Basasiri Bagdad. Dieser erklärt den Kalif Al-Qa'im für abgesetzt und tritt dem Schiismus bei.
- Dem singhalesischen Herrscher Vijayabahu I. gelingt es, die gesamte Südprovinz Sri Lankas unter seine Kontrolle zu bringen.

#### Urkundliche Ersterwähnungen
- Erste urkundliche Erwähnung von Bad Mergentheim

### Kultur

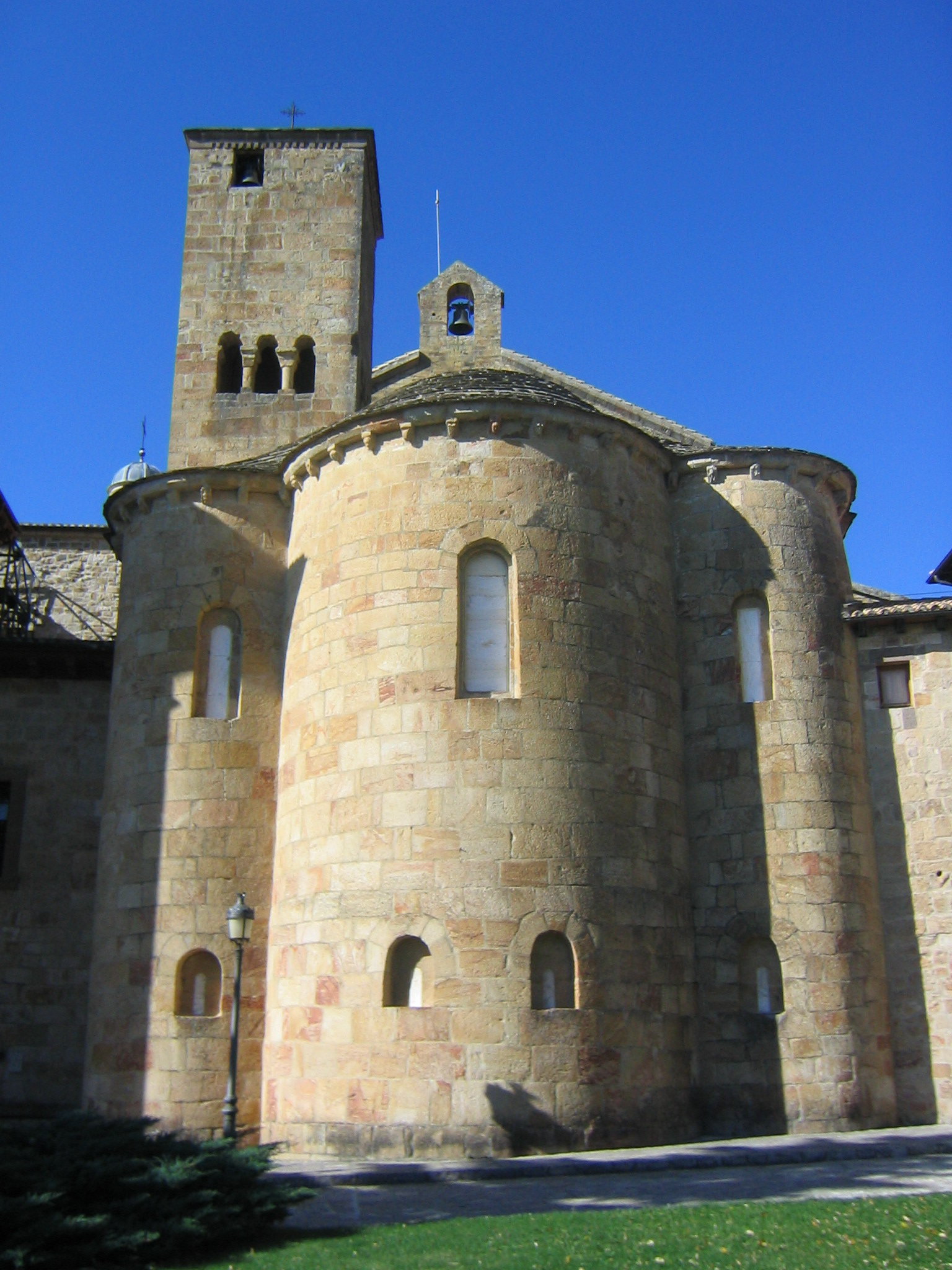
Apsis der Klosterkirche von Leyre

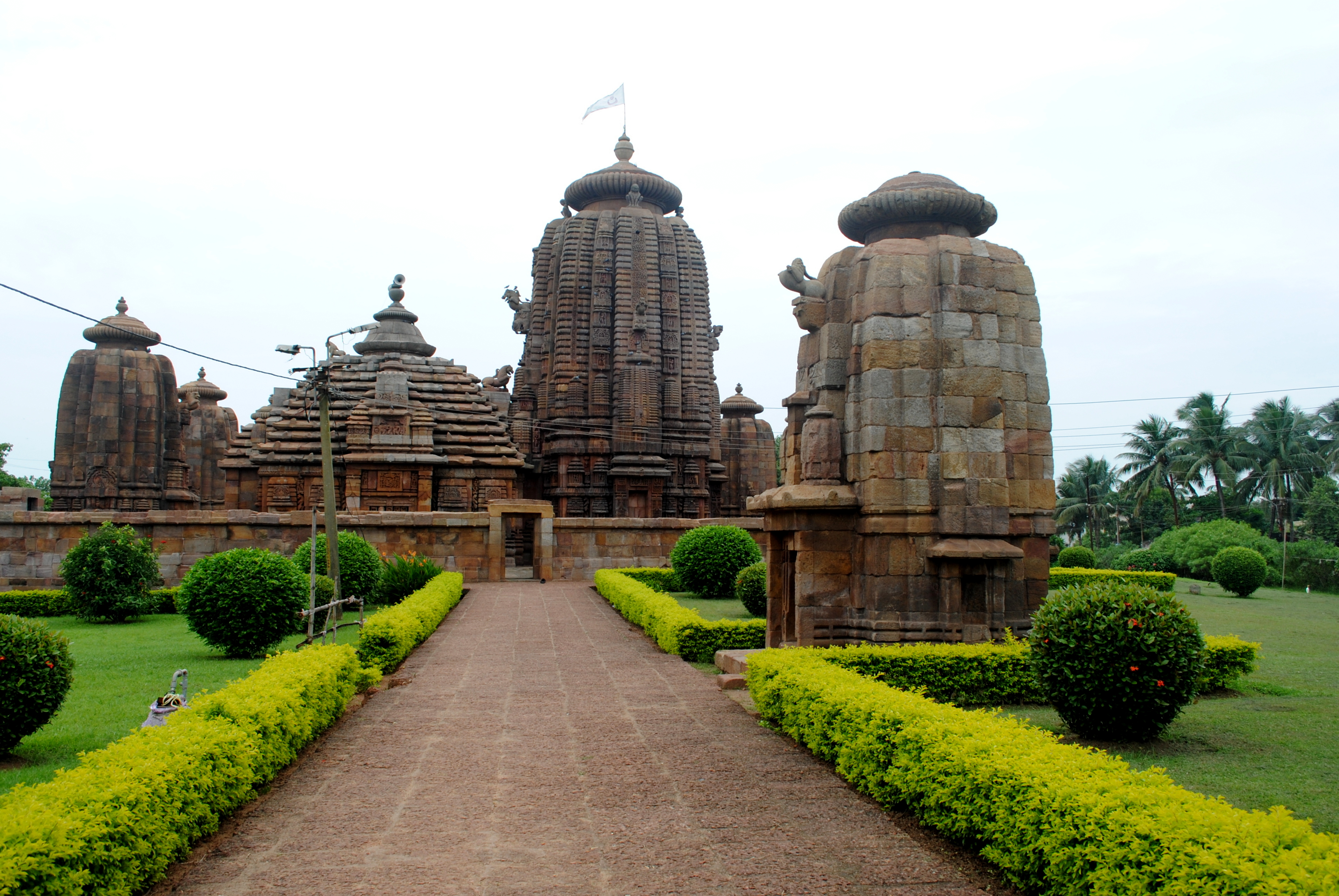
Der Brahmeswara-Tempel in Bhubaneswar

- Die Abteikirche von Leyre bei Yesa in Navarra wird eingeweiht.
- In Parma beginnt nach der Zerstörung durch einen Brand der Neuaufbau des Doms von Parma.
- In Bhubaneswar im ostindischen Bundesstaat Odisha wird der Brahmeswara-Tempel errichtet.

### Recht
- Unter Raimund Berengar I. erfolgt (ab 1058 bis 1068) in den Usatges de la Cort de Barcelona die erstmalige Kodifikation des katalanischen Rechts; dies stellt die erste schriftliche Zusammenfassung des Feudalrechts in Europa dar.

### Religion
- Kurz vor seinem Tod erkennt Papst Stephan IX. die Authentizität der Reliquien von Maria Magdalena in der Benediktinerabtei von Vézelay in Frankreich an, die daraufhin zu einem bedeutenden Wallfahrtszentrum aufsteigen soll.
- Papst Stephan IX. stirbt am 29. März in Florenz während der Planung eines Feldzuges gegen die Normannen in Süditalien. Er wird in der Kirche Santa Reparata beigesetzt. Obwohl er vor seinem Tod bestimmt hat, dass mit einem neuerlichen Konklave gewartet werden soll, bis Hildebrand von Soana von seiner Deutschlandreise nach Rom zurückgekehrt ist, wählt eine Gruppe reformfeindlicher Kardinäle am 5. April Johann Mincius, der Bischof von Velletri, als Benedikt X. zum Papst. Die Kardinäle um Petrus Damiani, die gegen diese Wahl protestieren, müssen aus Rom fliehen. Nach der Rückkehr Hildebrands und auf dessen Betreiben wählen diese, nachdem auch die Zustimmung des deutschen Hofes eingetroffen ist, vermutlich am 6. Dezember Gerhard von Burgund in Siena als Nikolaus II. zum neuen Papst, woraufhin sich dieser umgehend auf den Weg nach Rom macht.
- Der Mönch Desiderius, besser bekannt als späterer Papst Viktor III., wird Abt von Montecassino (bis 1087). Unter ihm entsteht eine formidable Handschriftensammlung von hohem künstlerischen Wert.
- Ealdred, der Erzbischof von York unternimmt als erster englischer Bischof eine Pilgerfahrt nach Jerusalem.

## Geboren
- al-Ghazālī, islamischer Philosoph und Schriftsteller († 1111)
- Ibn Chafadscha, andalusischer Lyriker († 1138 oder 1139)
- Theodora Anna Doukaina Selvo, Ehefrau des Dogen Domenico Selvo († 1083)

## Gestorben

### Todesdatum gesichert

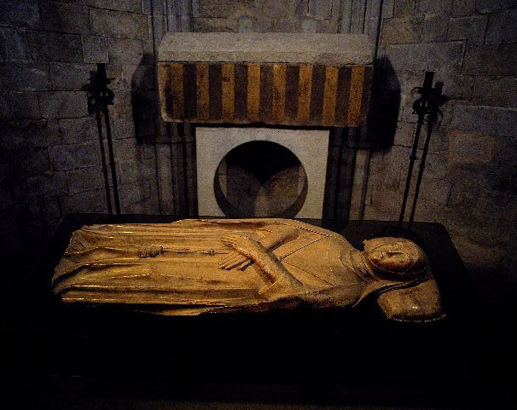
Grabmal von Ermessenda von Carcassonne

- 1. März: Ermessenda von Carcassonne, Regentin von Barcelona, Ausona und Girona (* zwischen 975 und 978)
- 5. März: Theophanu, Äbtissin von Essen und Gerresheim (* um 997)
- 17. März: Lulach, König von Schottland (* um 1029)
- 18. März: al-Yazuri, Wesir der Fatimiden-Kalifen
- 29. März: Friedrich von Lothringen, unter dem Namen Stephan IX. Papst (* um 1020)
- 15. April: Woffo, Eichstätter Domkämmerer und später Bischof von Merseburg
- 2. August: Judith von Schweinfurt, Herzogin von Böhmen (* vor 1003)
- 28. November: Kasimir I., Herzog von Polen (* 1016)

### Genaues Todesdatum unbekannt
- Herbst: Wilhelm VII., Herzog von Aquitanien und Graf von Poitou (* 1023)

Abdullah ibn Bochtischu mit einem Schüler

- Abdullah ibn Bochtischu, syrischer Arzt und Schriftsteller
- Abu al-Hasan al-Mawardi, islamischer Rechtsgelehrter (* 972)
- Ælfwald II., Bischof von Sherborne
- Alain Canhiart, Graf von Cornouaille (* 1000)
- Anmchad, irischer Mönch
- Bodhe, schottischer Prinz (* 985)
- Centulle IV., Vizegraf von Béarn (* vor 1012)
- Flaithem Mac Mael Gaimrid, irischer Poet und Oberster Barde
- Gagik I., König von Kachetien
- Gregor II., Graf von Tusculum und des Laterans
- Mariano I. Salusio I., Judike von Cagliari (Sardinien)
- Nōin, japanischer Mönch und Poet (* 988)
- Sasaki Yoshitsune, japanischer Adliger und Militärbefehlshaber (* 1000)
- Stjepan I., König von Kroatien

### Gestorben um 1058
- 1058/1059: Al-Malik al-Rahim, Herrscher der Buyiden im Irak und Persien